# Kandangan (Purwodadi)
Kandangan is een bestuurslaag in het regentschap Grobogan van de provincie Midden-Java, Indonesië. Kandangan telt 5466 inwoners (volkstelling 2010).